# بريندا باكي
بريندا باكي (بالإنجليزية: Brenda Bakke)‏ هي ممثلة أمريكية، ولدت في 15 مايو 1963 في الولايات المتحدة.

## أعمال

### أفلام
- (1997) إل ايه سري للغاية[5][6]

### مسلسلات
- التحقيق في موقع الجريمة

## وصلات خارجية
- بريندا باكي على موقع IMDb (الإنجليزية)
- بريندا باكي على موقع ألو سيني (الفرنسية)
- بريندا باكي على موقع أول موفي (الإنجليزية)
- بريندا باكي على موقع قاعدة بيانات الأفلام السويدية (السويدية)
- بريندا باكي على موقع إن إن دي بي (الإنجليزية)
- بريندا باكي على موقع قاعدة بيانات الفيلم (الإنجليزية)
- بريندا باكي على موقع كينوبويسك (الروسية)